# Batagur
Batagur là một chi rùa trong họ Geoemydidae, đây là một chi rùa lớn có nguồn gốc Nam Á và Đông Nam Á. Tất cả các thành viên của chi rùa này đang bị đe dọa nghiêm trọng, với sự hợp nhất gần đây với các thành viên từ hai chi khác, chi này có sáu loài được mô tả và được xếp vào chi rùa này.

## Các loài
- Batagur affinis[1] – còn gọi là rùa sông miền Nam
- Batagur baska[1] – rùa sông miền Bắc
- Batagur borneoensis[1] – rùa sơn (trước đây là Callagur)
- Batagur dhongoka[1] – rùa ba sọc (trước đây là Kachuga)
- Batagur kachuga[1] – Rùa vương miện sọc đỏ (trước đây là Kachuga)
- Batagur trivittata[1] – Rùa Miến Điện (trước đây là Kachuga)